# Callopora jamesi
Callopora jamesi är en mossdjursart som beskrevs av Charles Henry O'Donoghue och de Watteville 1944. Callopora jamesi ingår i släktet Callopora och familjen Calloporidae. Inga underarter finns listade i Catalogue of Life.